# Hystrix indica
El puercoespín de la India (Hystrix indica) es una especie de roedor histricomorfo de la familia Hystricidae. Es un puercoespín muy adaptable, encontrado desde el sudeste de Asia al Medio Oriente. Tolera diferentes hábitats, como montañas, pastizales tropicales y subtropicales, bosques.

## Características
Es un roedor grande que alcanza más de 80 cm de longitud y pesa hasta 16 kg. Está cubierto de múltiples capas de púas. Las más largas, de hasta un tercio de su tamaño, se localizan en los hombros. La cola tiene pequeñas púas que puede hacer sonar cuando es atacado. Tiene patas anchas y largas uñas para excavar.

## Historia natural
Cuando son atacados, erizan sus púas y mueve fuertemente la cola. Si el predador persiste y supera esas tretas, el puercoespín ataca con sus garras, deteniendo el embate de su predador con sus púas. Es tan efectivo que el predador puede terminar muerto o muy malherido.
Su longividad es desconocida. Produce camadas de diferentes tamaños cuatro veces al año. Son nocturnos y crean refugios subterráneos. Comen varios vegetales, como frutos, granos, raíces. Su dieta de plantas lo convierte en un enemigo mortal para los agricultores. Además, roe huesos para extraer sus minerales.

## Galería

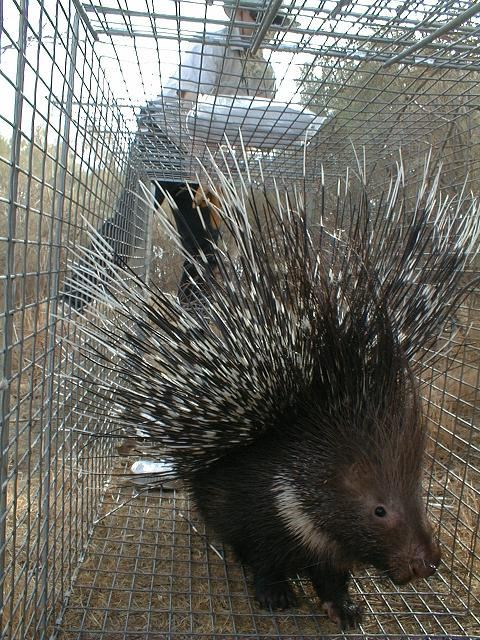
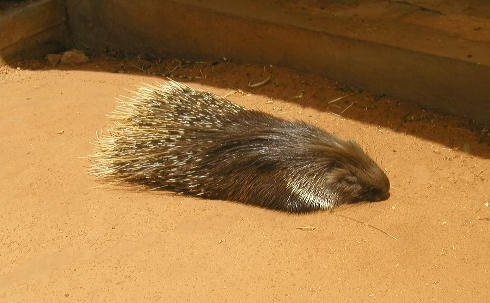
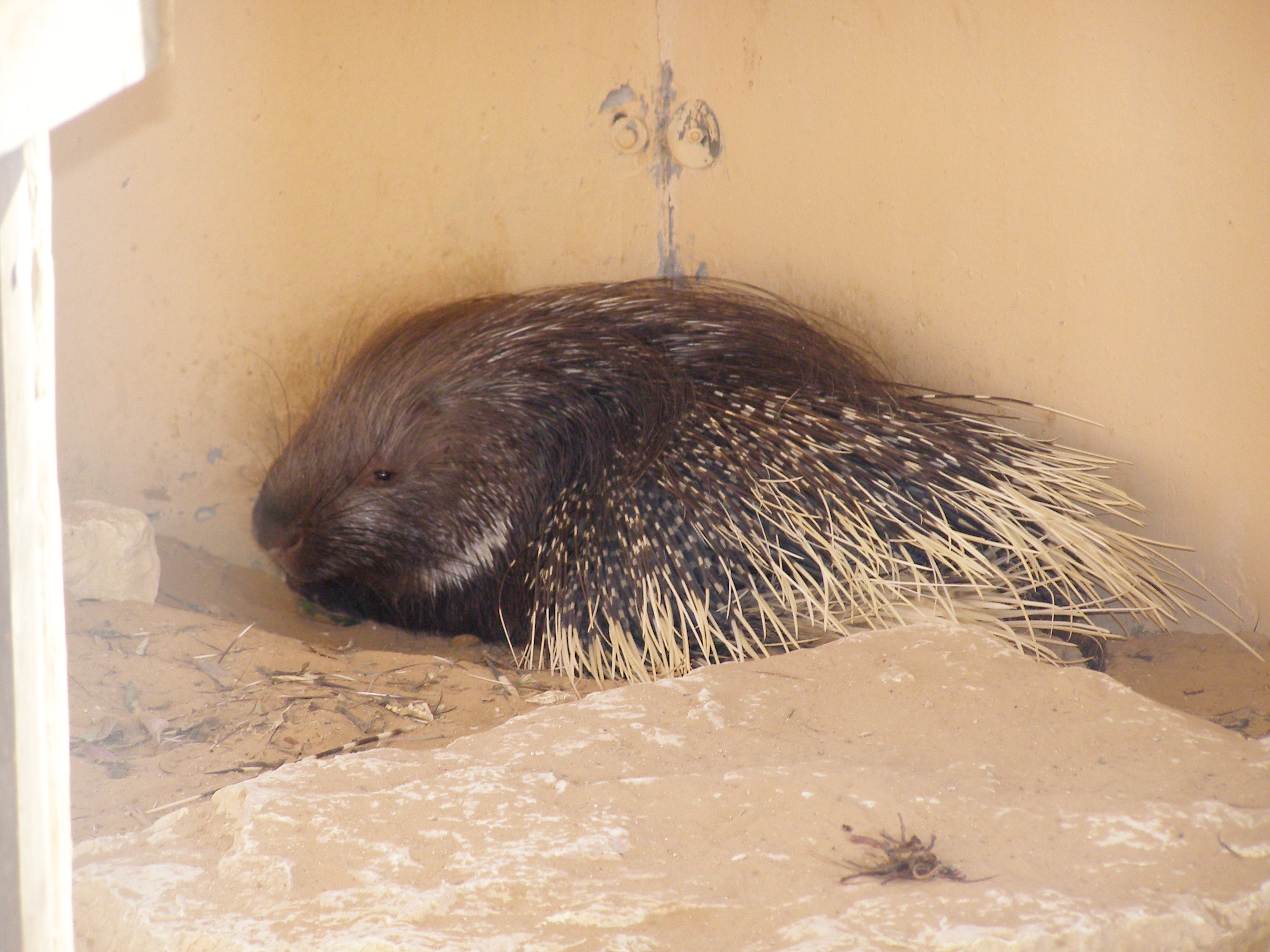
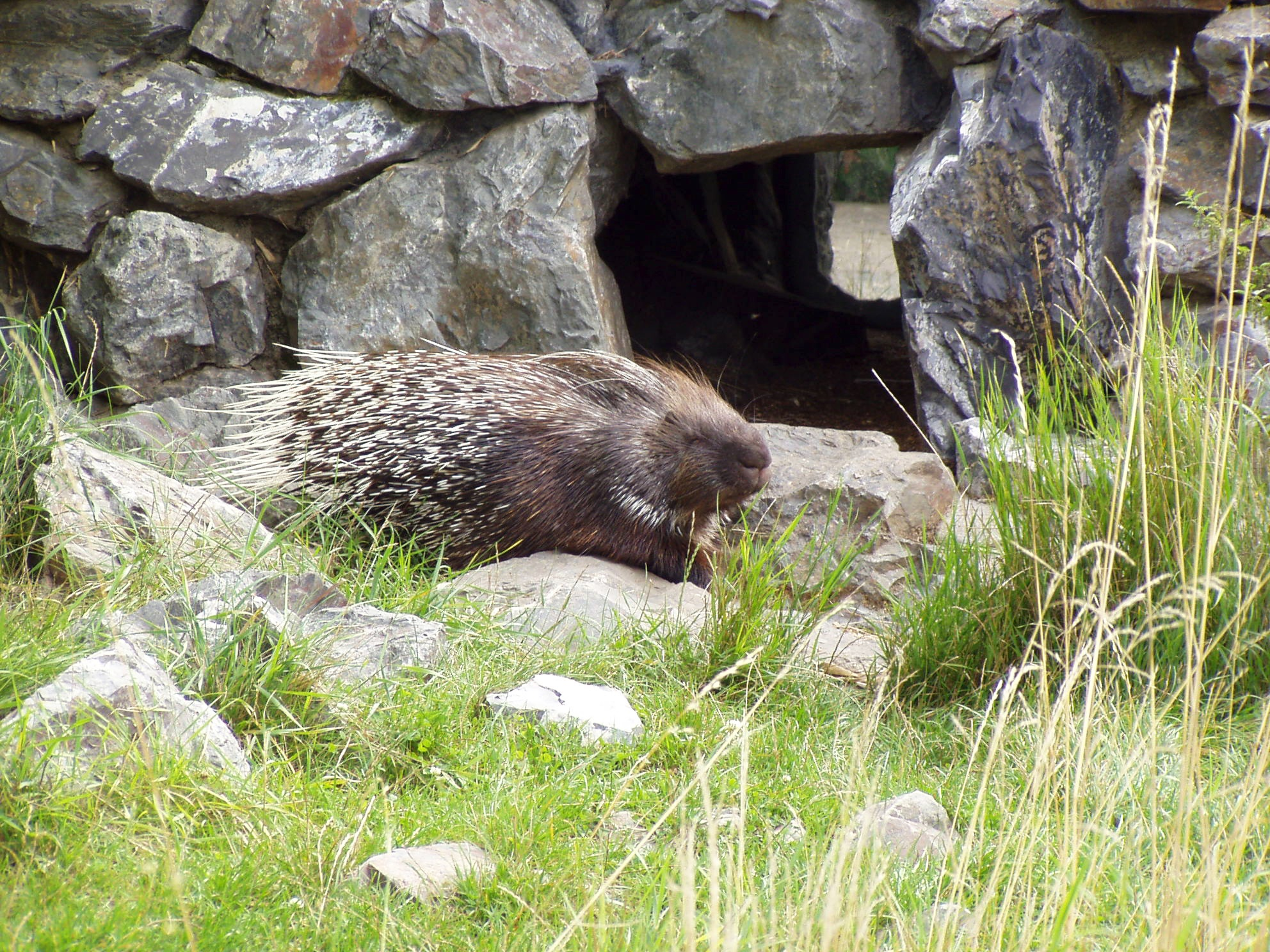